# لورا ميلاندري
لورا ميلاندري (بالإيطالية: Laura Melandri)‏ (31 يناير 1995 في إيطاليا - ) هي لاعبة كرة طائرة إيطاليا في مركز وسط ‏. لعبت مع إيموكو فولي.

## وصلات خارجية
- لورا ميلاندري على موقع الاتحاد الأوروبي (الإنجليزية)
- لورا ميلاندري على موقع دوري الدرجة الأولى الإيطالي للكرة الطائرة - سيدات (الإيطالية)